# Leichtathletik-Europameisterschaften 1978/Kugelstoßen der Männer

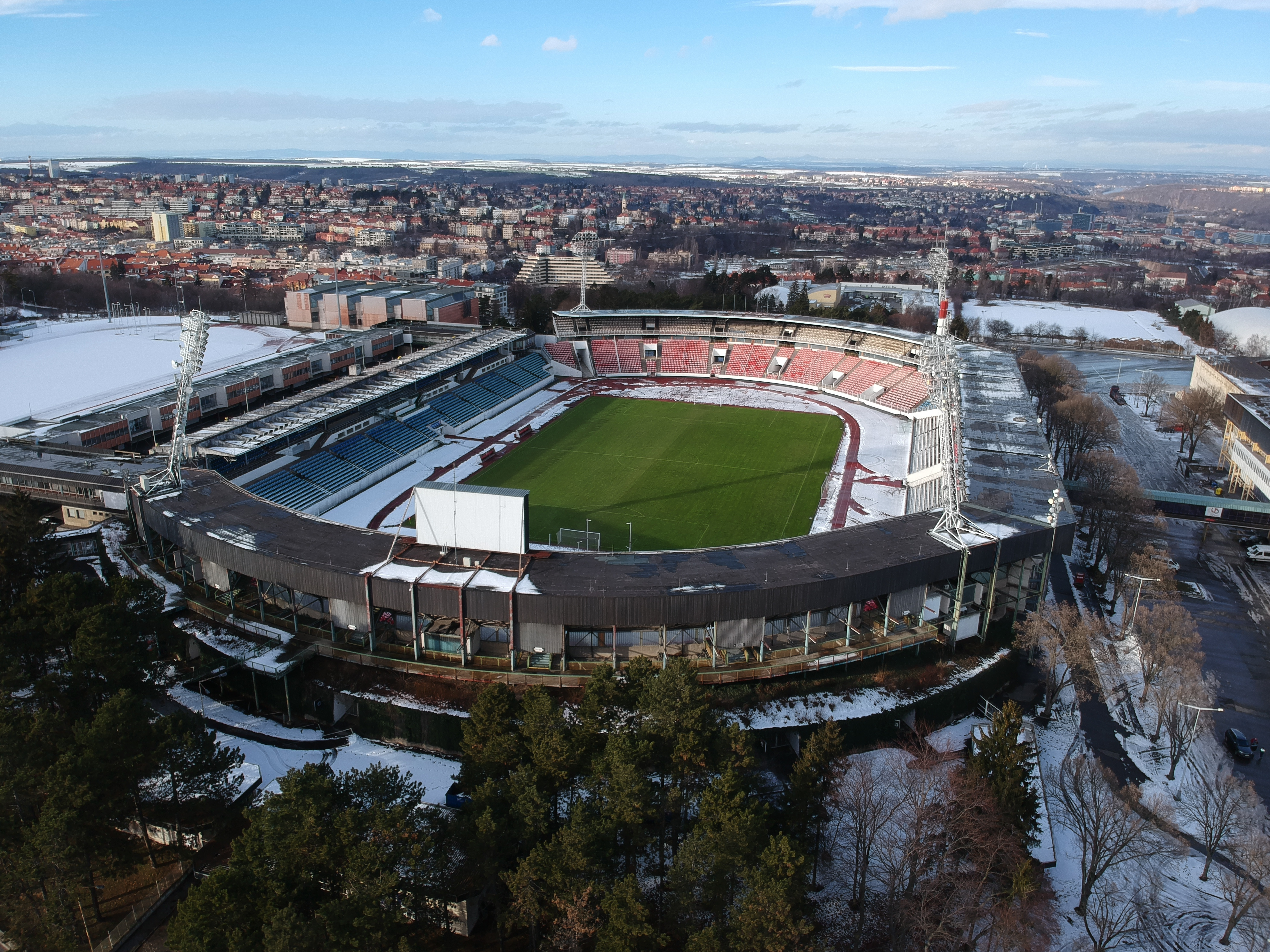
Das Stadion Evžena Rošického von Prag im Jahr 2009

Das Kugelstoßen der Männer bei den Leichtathletik-Europameisterschaften 1978 wurde am 31. August und 1. September 1978 im Stadion Evžena Rošického von Prag ausgetragen.
In diesem Wettbewerb errangen die Athleten aus der DDR mit Gold und Bronze zwei Medaillen. Europameister wurde der Olympiasieger von 1976 und Weltrekordinhaber Udo Beyer. Der Olympiadritte von 1976 Alexander Baryschnikow aus der Sowjetunion gewann die Silbermedaille. Den dritten Platz belegte der Olympiazweite von 1976 im Diskuswurf Wolfgang Schmidt, der zwei Tage später Europameister in seiner Spezialdisziplin, dem Diskuswurf, wurde.

## Rekorde

### Bestehende Rekorde
| Weltrekord           | 22,15 m | Udo Beyer          | Göteborg, Schweden    | 6. Juli 1978    |
| Europarekord         | 22,15 m | Udo Beyer          | Göteborg, Schweden    | 6. Juli 1978    |
| Meisterschaftsrekord | 21,08 m | Hartmut Briesenick | EM Helsinki, Finnland | 13. August 1971 |

### Rekordegalisierung
Europameister Udo Beyer aus der DDR egalisierte den bestehenden EM-Rekord von 21,08 m im Finale am 1. September. Zu seinem eigenen Welt- und Europarekord fehlten ihm 1,07 m.

## Doping
In diesem Wettbewerb gab es einen Dopingfall. Der sowjetische Kugelstoßer Jewgeni Mironow, der ursprünglich mit 20,87 m Rang zwei belegt hatte, wurde wegen Verstoßes gegen die Dopingbestimmungen nachträglich disqualifiziert. Die im Finale zunächst hinter ihm platzierten Athleten rückten um jeweils einen Rang nach vorne.
Betroffen von diesem Dopingbetrug war auch der bundesdeutsche Vizeeuropameister von 1974 Ralf Reichenbach, dessen Finalteilnahme durch den gedopten Jewgeni Mironow verhindert wurde.

## Disqualifikation

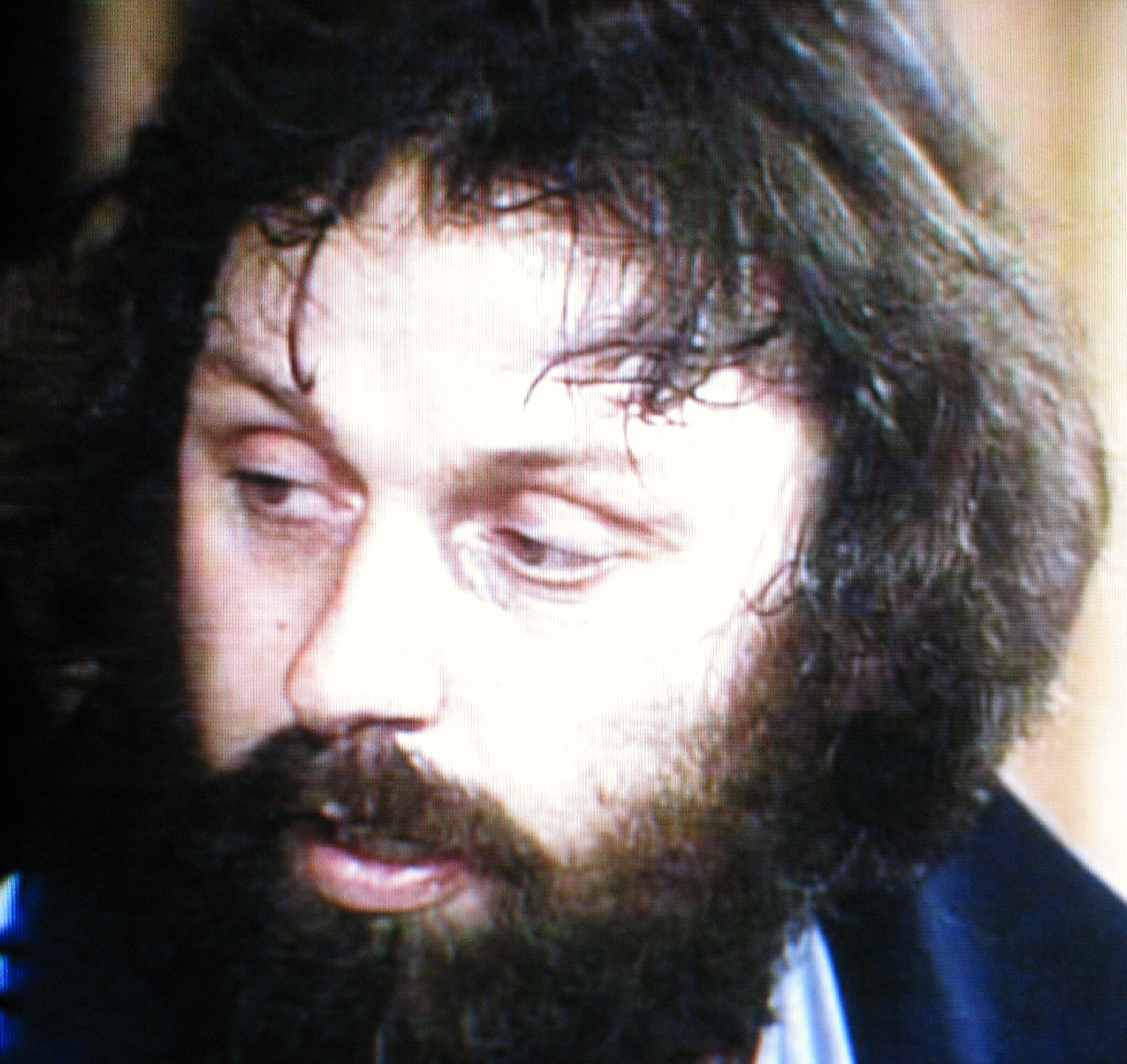
Der EM-Dritte von 1974 Geoff Capes wurde wegen ungebührlichen Verhaltens nachträglich disqualifiziert

Ein weiterer Athlet wurde disqualifiziert wegen seines inakzeptablen Verhaltens. Der britische EM-Dritte von 1974 Geoff Capes hatte einen tschechoslowakischen Offiziellen gestoßen, im weiteren Verlauf kam es zu einer Rauferei mit diesem Offiziellen. Dem Briten wurde daraufhin sein Resultat aberkannt.
Die Disqualifikation des britischen Kugelstoßers wurde erst nach Abschluss des Wettkampfes beschlossen. So wurde die Teilnahme des Schweizers Jean-Pierre Egger am Finale verhindert, der eigentlich hätte nachrücken können.

## Legende
Kurze Übersicht zur Bedeutung der Symbolik – so üblicherweise auch in sonstigen Veröffentlichungen verwendet:
| –   | verzichtet                            |
| x   | ungültig                              |
| CR  | Championshiprekord                    |
| e   | egalisiert                            |
| DSQ | disqualifiziert                       |
| DOP | disqualifiziert wegen Dopingvergehens |

## Qualifikationsrunde
31. August 1978
Neunzehn Teilnehmer traten in zwei Gruppen zur Qualifikationsrunde an. Neun von ihnen (hellblau unterlegt) übertrafen die Qualifikationsweite für den direkten Finaleinzug von 19,50 m. Damit war die Mindestzahl von zwölf Finalteilnehmern nicht erreicht. Das Finalfeld wurde mit den drei nächstplatzierten Sportlern (hellgrün unterlegt) auf zwölf Stoßer aufgefüllt. So reichten für die Finalteilnahme schließlich 19,26 m. Allerdings wären mit Ralf Reichenbach und Jean-Pierre Egger eigentlich zwei weitere Athleten im Finale teilnahmeberechtigt gewesen, für die als Leidtragende der später erfolgten Disqualifikationen für Geoff Capes und Jewgeni Mironow der Wettkampf nach der Qualifikation beendet war.

### Gruppe A
| Platz | Name                   | Nation           | 1. Versuch (m) | 2. Versuch (m) | 3. Versuch (m) | Bestweite (m)                                |
| 1     | Udo Beyer              | GDR              | 19,35          | 20,03          | –              | 20,03                                        |
| 2     | Alexander Baryschnikow | Sowjetunion      | 19,74          | –              | –              | 19,74                                        |
| 3     | Wolfgang Schmidt       | DDR              | 19,72          | –              | –              | 19,72                                        |
| 4     | Hreinn Halldórsson     | Island           | 19,68          | –              | –              | 19,68                                        |
| 5     | Jaroslav Brabec        | Tschechoslowakei | 19,20          | 19,09          | 19,48          | 19,48                                        |
| 6     | Waltscho Stoew         | Bulgarien        | x              | 19,21          | 19,26          | 19,26                                        |
| 7     | Jean-Pierre Egger      | Schweiz          | 18,67          | x              | 18,33          | 18,67 eigentlich für das Finale qualifiziert |
| 8     | Vladimir Milić         | Jugoslawien      | 18,35          | 17,97          | x              | 18,35                                        |
| 9     | Angelo Groppelli       | Italien          | x              | x              | 18,04          | 18,04                                        |

### Gruppe B
| Platz | Name              | Nation           | 1. Versuch (m) | 2. Versuch (m) | 3. Versuch (m) | Bestweite (m)                                |
| 1     | Reijo Ståhlberg   | Finnland         | 20,25          | –              | –              | 20,25                                        |
| 2     | Anatolij Jarosch  | Sowjetunion      | 19,80          | –              | –              | 19,80                                        |
| 3     | Jaromír Vlk       | Tschechoslowakei | 19,76          | –              | –              | 19,76                                        |
| 4     | Matthias Schmidt  | DDR              | 19,38          | 18,69          | 18,88          | 19,38                                        |
| 5     | Ralf Reichenbach  | BR Deutschland   | 18,64          | x              | 19,09          | 19,09 eigentlich für das Finale qualifiziert |
| 6     | Miroslav Janousek | Tschechoslowakei | 18,24          | 18,61          | x              | 18,61                                        |
| 7     | Anders Arrhenius  | Finnland         | 18,16          | 18,29          | 18,48          | 18,48                                        |
| 8     | Marco Montelatici | Italien          | x              | x              | 18,14          | 18,14                                        |
| DSQ   | Geoff Capes       | Großbritannien   | 17,03          | 18,96          | 20,08          | 20,08 für das Finale zugelassen              |
| DOP   | Jewgeni Mironow   | Sowjetunion      | x              | 19,30          | 20,40          | 20,40 für das Finale zugelassen              |

## Finale
1. September 1978
| Platz | Name                   | Nation           | 1. Versuch (m) | 2. Versuch (m) | 3. Versuch (m) | 4. Versuch (m)                                | 5. Versuch (m)                                | 6. Versuch (m)                                | Bestweite (m) |
| 1     | Udo Beyer              | GDR              | x              | 21,08          | x              | 20,21                                         | x                                             | 20,18                                         | 21,08 CRe     |
| 2     | Alexander Baryschnikow | Sowjetunion      | 19,73          | 20,68          | 10,16          | 20,00                                         | 19,84                                         | 20,48                                         | 20,680000     |
| 3     | Wolfgang Schmidt       | GDR              | 19,86          | 19,63          | 19,92          | 19,62                                         | 20,30                                         | 19,49                                         | 20,300000     |
| 4     | Reijo Ståhlberg        | Finnland         | 19,61          | x              | 19,36          | 20,17                                         | 19,99                                         | 20,08                                         | 20,170000     |
| 5     | Anatolij Jarosch       | Sowjetunion      | 19,72          | 19,66          | 19,86          | x                                             | 20,03                                         | x                                             | 20,030000     |
| 6     | Jaromír Vlk            | Tschechoslowakei | 19,36          | 19,27          | 19,48          | 19,53                                         | x                                             | x                                             | 19,530000     |
| 7     | Hreinn Halldórsson     | Island           | 18,42          | 19,34          | 19,02          | x                                             | x                                             | x                                             | 19,340000     |
| 8     | Jaroslav Brabec        | Tschechoslowakei | 19,23          | x              | 19,27          | eigentlich zu drei weiteren Stößen berechtigt | eigentlich zu drei weiteren Stößen berechtigt | eigentlich zu drei weiteren Stößen berechtigt | 19,270000     |
| 9     | Waltscho Stoew         | Bulgarien        | 18,28          | 19,15          | 19,23          | nicht im Finale der besten acht Kugelstoßer   | nicht im Finale der besten acht Kugelstoßer   | nicht im Finale der besten acht Kugelstoßer   | 19,230000     |
| 10    | Matthias Schmidt       | DDR              | 19,12          | 19,21          | 18.78          | nicht im Finale der besten acht Kugelstoßer   | nicht im Finale der besten acht Kugelstoßer   | nicht im Finale der besten acht Kugelstoßer   | 19,210000     |
| DSQ   | Geoff Capes            | Großbritannien   |                |                |                |                                               |                                               |                                               |               |
| DOP   | Jewgeni Mironow        | Sowjetunion      | 20,73          | 20,11          | x              | 19,73                                         | 20,87                                         | 20,53                                         | 20,870000     |

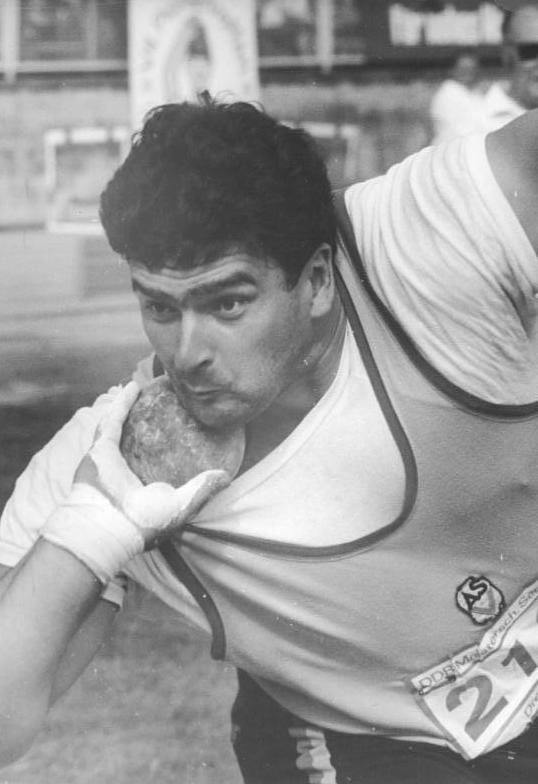
Europameister wurde der Olympiasieger von 1976 Udo Beyer – er errang viele weitere Erfolge, unter anderem Olympiabronze 1980 und den EM-Titel 1982
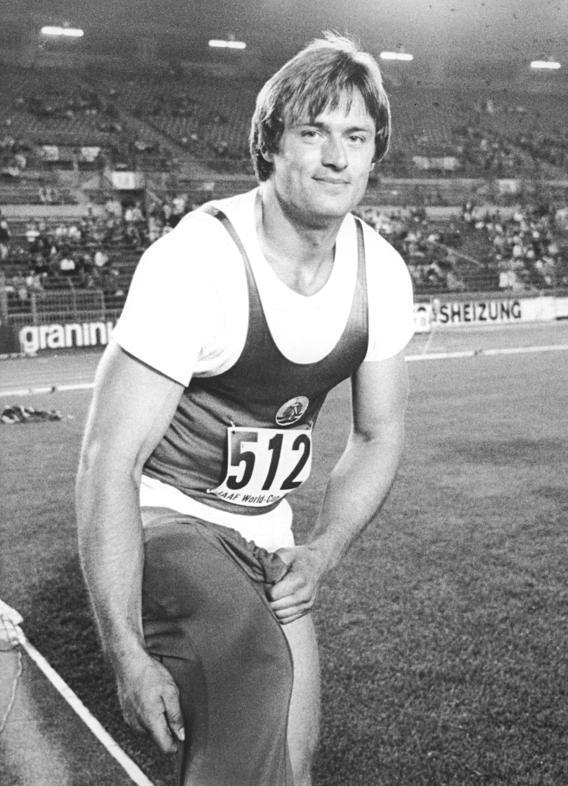
Bronzemedaillengewinner Wolfgang Schmidt war vor allem erfolgreich als Diskuswerfer, so wurde er hier zwei Tage später Europameister in seiner Spezialdisziplin – in der Folge hatte er große Probleme mit dem politischen System der DDR, setzte jedoch seine Karriere nach der deutschen Wiedervereinigung mit einigen weiteren Erfolgen fort
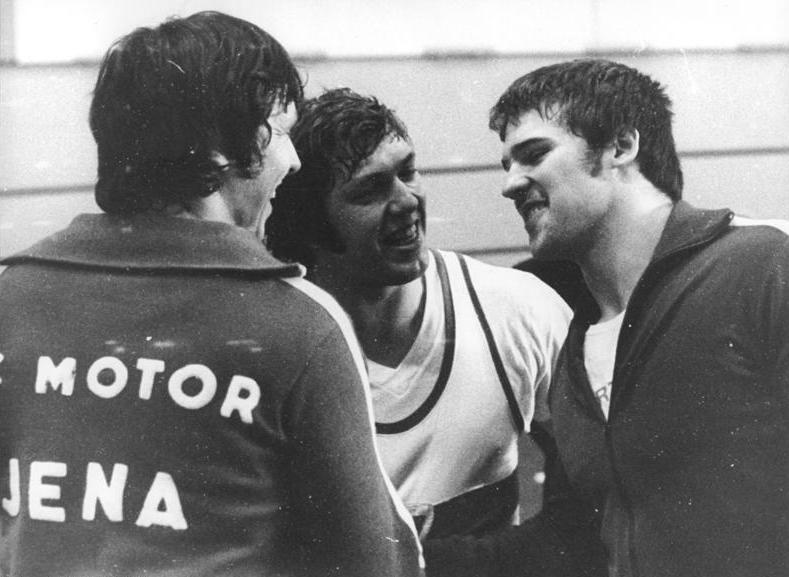
Matthias Schmidt (Mitte) erreichte Platz zehn